# Санниково (Кіясовський район)
Са́нниково (рос. Санниково, удм. Санниково) — присілок у складі Кіясовського району Удмуртії, Росія.
Населення — 52 особи (2010; 82 у 2002).
Національний склад:
- росіяни — 55 %
- удмурти — 37 %